# 光断層撮影
光断層撮影（ひかりだんそうさつえい）または光トモグラフィーとはコンピュータ断層撮影の一種であり、ある物体に光を透過させ散乱させて得た情報から画像を再構成することにより、その物体の数値化された立体モデルを生成する方法である。主に医用画像を得るために用いられる。

## 概要
光の干渉を利用する光コヒーレンストモグラフィーと拡散光を利用する拡散光トモグラフィーがある。
対象物が少なくとも部分的に光を透過するか透明である必要があり、したがって乳房や脳などの軟組織に対し最も有効な画像化手法である。
散乱が大きく光が弱まる場合には、通常は光源を強力にし、場合によってはパルス照射や照度変動を行い、かつ感度のよい光センサを用い、さらに最も生体の透過率が高い波長の赤外線光源を用いる。近赤外線や赤色光は軟組織において散乱は大きいものの吸収は弱いため、これらの波長の光がよく用いられる。
光断層撮影の発展形の一種として、散乱光と透過光とを区別するために光学的飛行時間（time-of-flight）サンプリングを用いたものがある。この原理はいくつかの学術用・商用の乳癌画像化や脳計測のシステムに用いられてきた。吸収と散乱とを分離するための鍵となるのは、時間分解または周波数ドメインのいずれかによるデータを用いて、生体組織内で光がどのように進むかを拡散理論に基づき推定したものと一致させることである。飛行時間あるいは周波数ドメイン位相シフトの測定は吸収と散乱とを精度よく分離するために必須である。
2000年頃以降の発展としては、生体組織の蛍光断層撮影のためのシステムが開発されてきたことが挙げられる。それらにおいては、組織を透過した蛍光信号が、組織を透過した励起信号によって規格化され、そのため（この分野の研究はまだ発展中とはいえ）蛍光断層撮影システムの大多数では時間分解あるいは周波数ドメインのデータは不要である。人体への蛍光分子の投与は極めて限定されているため、蛍光断層撮影の成果のほとんどは悪性腫瘍の臨床前研究の分野におけるものである。商用・学術研究の両方において腫瘍タンパク質の発現と生成および治療への反応の追跡調査における有効性が示されている。

## 光コヒーレンストモグラフィー
光コヒーレンストモグラフィー'（Optical Coherence Tomography: OCT）は時間的なコヒーレンスの低い赤外光を用いて干渉計を構成し、これを用いて生体表皮から1∼2mmの深さでおよそ10µmの高空間分解能な断層イメージが得られる技術で眼科領域での診療に広く用いられている。1990年初頭に提案され、改良が施され、普及しつつある。

## 拡散光トモグラフィー
拡散光トモグラフィー(diffuse optical tomography : DOT)は近赤外光が生体組織を透過しやすい特性を利用して数cm以上の比較的厚い組織を対象としており、組織を透過した近赤外光は直進性等の波動性を失い、強く散乱されるため生体組織内を拡散的に伝搬する。1990年代初めから世界各国で開始され、2000年以降、高品質の断層画像が得られ、拡散反射光から断層像を得る革新的なアルゴリズムも開発されている。

## レーザートモグラフィー
レーザートモグラフィー'またはレーザーCTは光断層撮影法の一種で光源にレーザー光を使用する。内燃機関の燃焼行程の可視化や空気中のエアロゾルの空間分布や音波の伝播の調査、宝石の鑑別等、幅広く使用される。

## 文献
- 戸井田昌宏, 稲場文男「レーザーを用いたコヒーレント検出画像計測方式 : 生体光CTの実現」『レーザー研究』第19巻第8号、1991年、812-829頁、doi:10.2184/lsj.19.8_812。
- 稲場文男「コヒーレント検出イメージング法によるレーザー光 CT」『BME』第8巻第8号、1994年、21-30頁、doi:10.11239/jsmbe1987.8.8_21。
- 春名正光, 近江雅人「光コヒーレンストモグラフィー (OCT)」『O plus E』第24巻第2号、2002年、168頁。
- 山田幸生「拡散光トモグラフィ(光CT)の研究開発」『BME』第17巻第4号、2003年、35-43頁。
- 春名正光, 近江雅人「医療を中心とする光コヒーレンストモグラフィーの技術展開」『レーザー研究』第31巻第10号、2003年、654-662頁、doi:10.2184/lsj.31.654。
- 八十川利樹, et al,「単一細胞分光トモグラフィに関する研究」『精密工学会学術講演会講演論文集』2005年度精密工学会春季大会セッションID: F19、2005年。
- 春名正光, 近江雅人「低コヒーレンス光干渉を用いた生体機能検出」『計測と制御』第45巻第11号、2006年、915-921頁。